# Warhammer 40,000: Space Wolf
Warhammer 40,000: Space Wolf — компьютерная игра в жанре пошаговой стратегии, сюжет которой развивается во вселенной Warhammer 40,000. Разработана и выпущена в 2014 году российской студией HeroCraft по лицензии правообладателя Games Workshop, первоначально для платформы iOS. Позже портирована и на игровые приставки и ПК.

## Игровой процесс
Warhammer 40,000: Space Wolf — пошаговая стратегия с элементами ККИ. В меню можно настроить колоду карт, улучшить броню, навыки Вальгарда и прочих бойцов, улучшать карты.
В бою игрок сначала ходит Вальгардом, а затем остальными бойцами. Очерёдность хода персонажей определяется тайм-очками, накапливающимися по мере использования карт: первым ходит тот, у кого тайм-очков меньше. На ход даётся два очка; ход осуществляется с помощью карт двух типов — оружие и действие/эффект. Карты оружия делятся по редкости. Также существуют карты брони, которые может использовать только Вальгард, делящиеся на три вида: силовая, терминатора и разведчика. Вместо хода игрок может сбросить карты.

## Сюжет
Сюжет основан на цикле книг «Космический Волк» по вселенной Warhammer 40,000. Игроку предстоит играть за членов ордена «Космических Волков» и бороться против еретиков «Несущих Слово». Кампания разбита на 4 акта.

## Оценки
| Сводный рейтинг    | Сводный рейтинг              |
| Агрегатор          | Оценка                       |
| ------------------ | ---------------------------- |
| Metacritic         | (iOS) 69/100 (Switch) 58/100 |
| Иноязычные издания |                              |
| Издание            | Оценка                       |
| Nintendo Life      | 4/10                         |
| Hooked Gamers      | 8,5/10                       |
| Pocket Gamer       | [ 6 ]                        |
| Touch Arcade       | [ 7 ]                        |